# Ширван

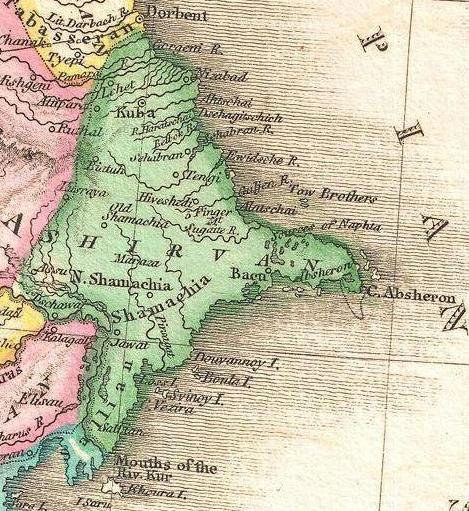
Ширван начала XIX века

Ширва́н (перс. شیروان‎, азерб. Şirvan) — провинция в Закавказье, на западном побережье Каспийского моря. В первой половине XIV века территория Ширвана простиралась от Куры до Дербента. До XV—XVI веков была известна как Шарван. В настоящее время часть территории Азербайджана.
Согласно Иранике Ширван простирается на юге до Исламской республики Иран, на западе до Армянской республики и на севере до Дагестана (Российская федерация).
Основные города — Шемахы, Баку, Кабала, Шабран.
Через Ширван проходил оживлённый торговый путь, этот регион в течение многих столетий подвергался многочисленным иноземным нашествиям и входил в состав различных государств, что определило чрезвычайно пёстрый этнический состав населения, включающего кавказские, иранские, тюркские, еврейский и армянский элементы. 

## Этимология
Название Шарван/Ширван появляется при Сасанидах. В «Армянской географии» VII века упоминается племя шарванов, давшее название области. Балазури упоминает «Шарван-шаха» среди вассалов Хосрова I Ануширвана (531—579). Древнейшая форма названия — «Шарван», более поздняя форма «Ширван» утвердилась лишь в XVI веке.
В. Ф. Минорский, опираясь на источники и топоним «Шир» (Шир-кух), связывает «Ширван» с именем древних поселенцев, выходцев с южного побережья Каспия (Гилян, Дейлем). Академик И. А. Джавахишвили предполагает, что «Ширван» состоит из слов «сар» («шар») и «ван». которые обозначают обиталище «саров» или «шаров». По его мнению, из-за отсутствия в греческом и латинском алфавитах буквы для передачи звука «ш» слово «шар» превратилось в «сар», «мат» означает «язык», т.е. племя.

## История

### Ранняя история
По словам азербайджанского историка Сары Ашурбейли, «территория Ширвана в древности была заселена различными племенами, среди которых, помимо кавказского, имелся и иранский пласт. Возможно, ираноязычное население в этом районе появилось уже в первой половине I тысячелетия до н. э. Известно, что по территории Азербайджана проходили скифские племена, которые, несомненно, частично оседали в указанной зоне. Об этом свидетельствуют и археологические материалы. Ряд топонимов Кубинского района, Апшерона и Мугана относится к иранской лексике».
Большая часть средневекового Ширвана в начале нашей эры входила в историческую область Маскут, располагавшуюся вдоль западного побережья Каспийского моря. Область называлась так по имени древних ираноязычных племён массагетов, которые населяли эту область примерно с I в. н. э. (по другой версии, уже с VI в. до н. э., см. «Область обитания массагетов»). Сара Ашурбейли локализовала область проживания маскутов (кавказских массагетов) на побережье современного Дербентского района Дагестана, а также на Апшероне, Муганской равнине, в Губинском, Гусарском и Шабранском районах Азербайджана.

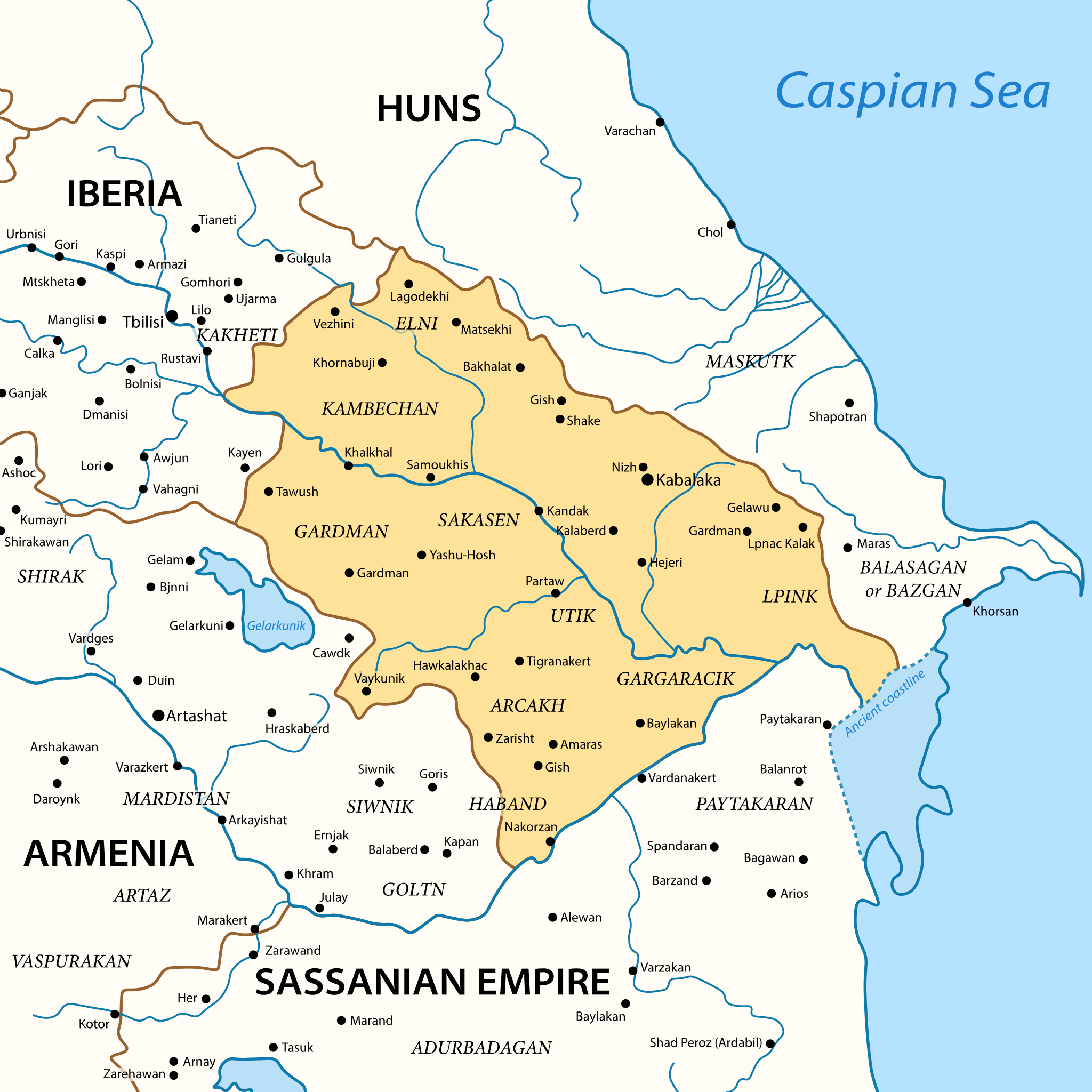
Кавказская Албания в V—VI веках

Позднее здесь начинают селиться другие ираноязычные переселенцы из областей Ирана, предки современных татов. Появление их в регионе, возможно, относится к III-IV вв. н. э..
Зона их проживания на западном берегу Каспия простиралась от Апшерона до современного Дербента. Согласно С. Ашурбейли: «Таты, бесспорно, являются одним из древних этнических напластований на территории Ширвана».
Историк Ю. Джафаров пишет: «Поэтому не случайно, что именно в этих районах (Исмаиллы, Шамахы, Губа, Дивичи, Апшерон), т. е. по существу в Ширване и сохранились до сего дня островки ираноязычного татского населения, в древности гораздо более значительного, чем сейчас».
С конца IV века до середины VII века территория будущего Ширвана входила в Албанское марзпанство — провинцию (военно-административный округ) в составе Сасанидского государства. Сасанидский наместник (марзпан), располагавшийся в Кабале, управлял территорией бывшего Албанского царства. В подчинение ему также постепенно были переданы области Базкан (Баласакан), Хурсан, Шабран, Чола (Дербент), а также территории расселения легов (Лакз) и таваспаров (Табарсаран).
В VI веке область подвергалась регулярным набегам кочевых племён с севера, проникавших в Закавказье через Дербентский проход — так, в 552 году сюда вторглись савиры и хазары. В исторических источниках приводятся сведения о расселении савиров и хазар на месте нынешнего города Губа.
В 654 году Ширван был занят арабами и позднее стал наследственным владением арабских наместников. С середины VIII века Ширван и Дагестан становятся ареной кровопролитных сражений между хазарами и армией арабских халифов династии Омейядов.

### Ширван и Лакз
Минорский отмечает, что область Лакз простиралась вдоль всей северной части Ширвана, от которого она была отделена юго-восточным отрогом Кавказских гор. Это обуславливало её значение для Ширвана как буфера, защищавшего Ширван от северных захватчиков. Мас’уди писал: «Царство Лакз — оплот (му’аувал) царства Шарван».
В. Ф. Минорский локализует эту область, населённую племенами лакз, к западу от Маскута, в верхнем течении реки Самур.
Минорский также отмечает, что области Шабран и Маскат, в ранний период принадлежавшие Лакзу, были постепенно аннексированы Ширваншахами.
Касаясь взаимоотношений Лакза и Ширвана, профессор Р. Магомедов пишет, что "при определении отношений между Дербентским княжеством, Лакзом, Ширваном междоусобные распри нельзя считать определяющим мотивом. Факты свидетельствуют, что народы Дербентского княжества, Лакза чувствовали свою близость к ширванскому населению и чутко прислушивались к событиям в Ширване. .

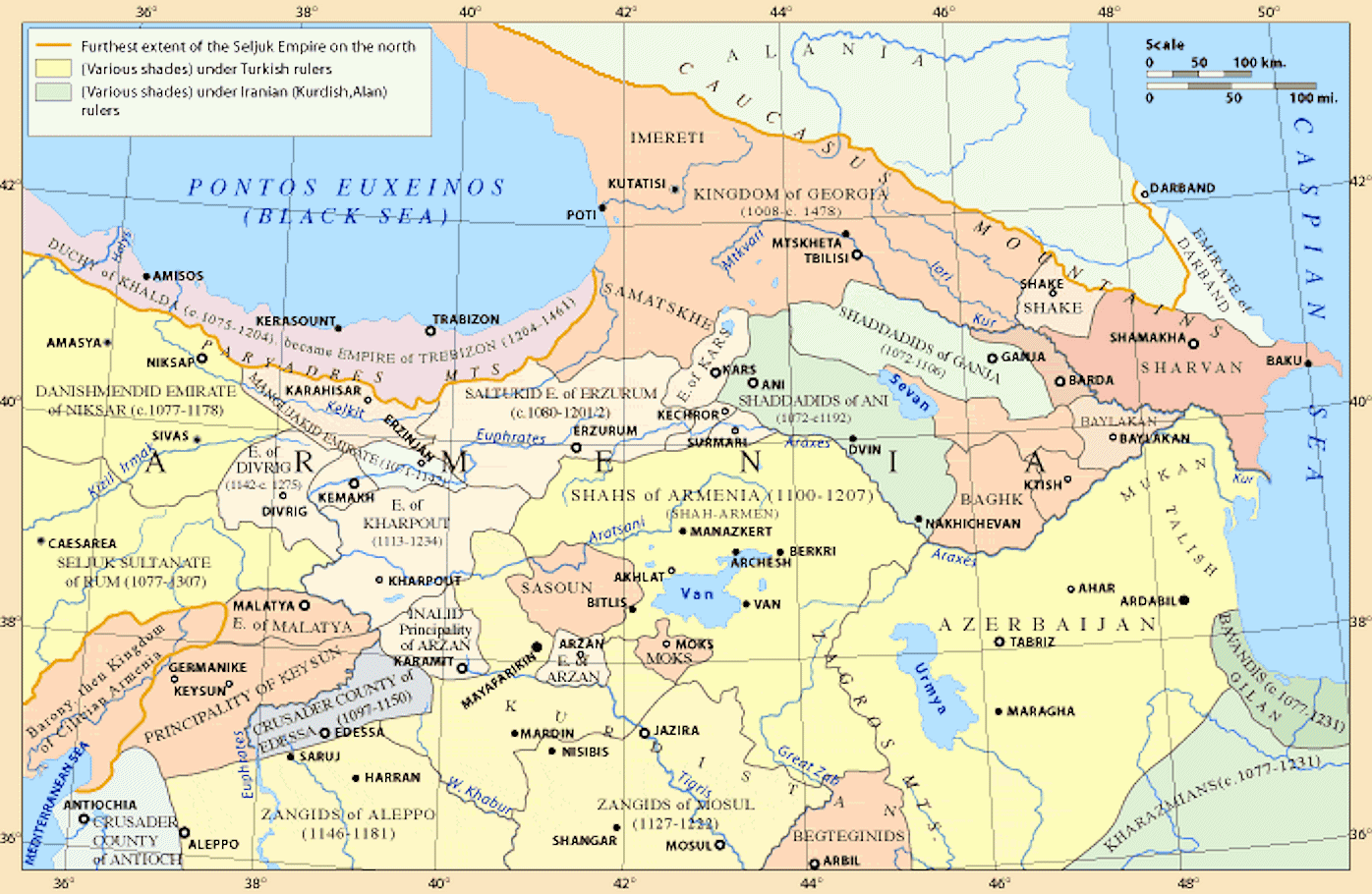
Государство Ширваншахов и соседние страны в XI веке

### Государство Ширваншахов
В 861 году от Халифата обособилось государство Ширваншахов. Ширваншахи — правящие династии в Ширване — имели арабское происхождение, но подверглись иранизации и считали себя потомками персидских царей.
Иранизированное население равнинных земель, принявшее от арабов ислам и усвоившее арабскую письменность, ещё через несколько столетий тюркизировалось, войдя в кавказскую часть азербайджанского этноса.
В 917 году Ширван был объединён с соседним эмиратом Лайзан. В 918 году столицей государства стал город Шемаха. В 981—982 годах ширваншахи подчинили себе Габалу и Барду, в конце X — начале XI века начали войны с Дербентом (это соперничество длилось столетиями), а в 1030-е годы им пришлось отражать набеги русов, сарирцев и аланов.
В 1060-е годы государство ширваншахов подверглось нападению из Аррана, а затем — вторжению турок-сельджуков, опустошивших Ширван и вынудивших ширваншаха Фарибурза признать власть сельджукского султана. В 1080-е годы, однако, Фарибурз, воспользовавшись ослаблением своих соседей, также подвергшихся сельджукскому нашествию, распространил свою власть на Арран и назначил наместника в Гянджу.
После разрушения землетрясением Шемахи (1192) Ахситан I сделал Баку третьей столицей Ширвана.

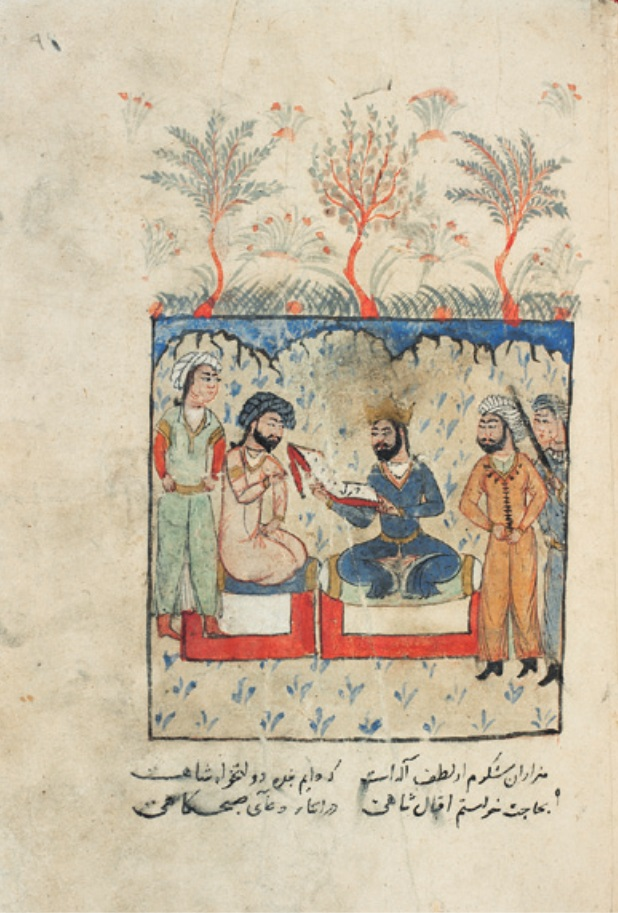
Изображение Ширваншаха Хушенга ибн Кавуса

В начале XIII века в Ширван и Дербенд вторглись военные отряды Чингизхана под предводительством Джэбэ, а к середине века после длительных сражений между войсками Хулагу и его двоюродного брата, золотоордынского хана Берке, Хулагу был признан правителем всех завоёванных им территорий.
Персидский историк XIV века Хамдаллах Казвини перечисляет округа области Ширван: Бакуйа, Шамаха, Кабала, Фирузабад, Шабаран и Гуштасфи.
При ширваншахе Ибрагиме I (1382—1417) Ширван превратился в сильное независимое государство. Государство со столицей в городе Шемаха включало земли от Куры до Дербента. Ширван был центром земледелия, производства шёлка и тканей и играл важную роль в международной торговле (вывоз нефти, хлопка и др.).

Под властью ширваншахов процветала литература. В XII веке творил известнейший персидский поэт, уроженец Ширвана — Хагани Ширвани, в XIV—XV веках — выдающийся поэт Насими, писавший на тюркском (азербайджанском), персидском и арабском языках. 

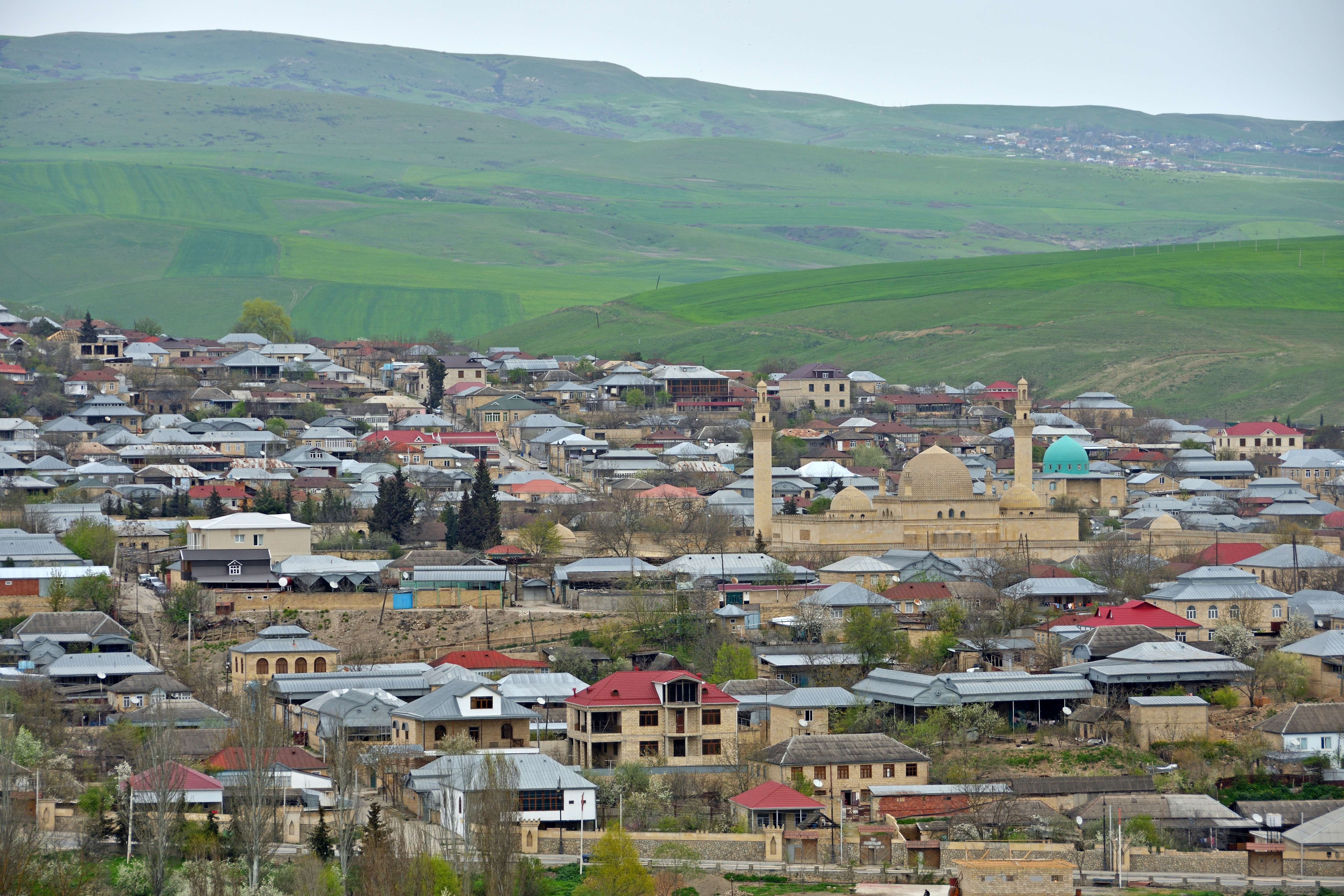
Один из исторических центров Ширвана — город Шемахы

### Ширванское беглербекство
С усилением государства Сефевидов при шахе Исмаиле I Ширван попадает к нему в зависимость и с 1538 года при шахе Тахмаспе I становится его провинцией.
В середине XVI века Сефевиды переселяют в Ширван тюркские племена кызылбашей. К тому же времени относится и переселение в Ширван огузского племени падар для противодействия горским племенам.
Итальянский путешественник Пьетро делла Валле, посетивший Сефевидское государство в 1617—1623, писал, что жители Ширвана, иранцы, кроме своего собственного языка учили своих детей тюркскому. То же самое происходило в Азербайджане, Ираке, Багдаде и Ереване.
Посетивший Ширван в 1690 году иезуитский миссионер сообщал, что в Ширване говорят на трех языках: тюркском (азербайджанском), ломаном персидском и армянском. Тюркский являлся самым распространённым языком. В начале XVIII века армяне составляли большинство населения города Шемахи.

### Шемахинское ханство
В 1748 году на территории Ширвана возникло самостоятельное Ширванское ханство (также известное как Шемахинское ханство) просуществовавшее до 1822 года.
По сообщению российского историка, академика Н. Ф. Дубровина (1871), во всех присоединённых к России ханствах восточного Закавказья преобладающим населением являлись татары (азербайджанцы).
В XVIII веке в Ширване горцы Дагестана постоянно нападали на деревни, разоряя их, а жителей обращая в невольников. Персидские шахи, со своей стороны, предпринимали попытки по подчинению Дагестана.
По Гюлистанскому мирному договору 1813 года Ширван перешёл под власть Российской империи. После на данной территории была образована Ширванская провинция, которая в 1840 вошла в Каспийскую область (с 1846 — Шемахинская, с 1859 — Бакинская губерния).

## В культуре и искусстве

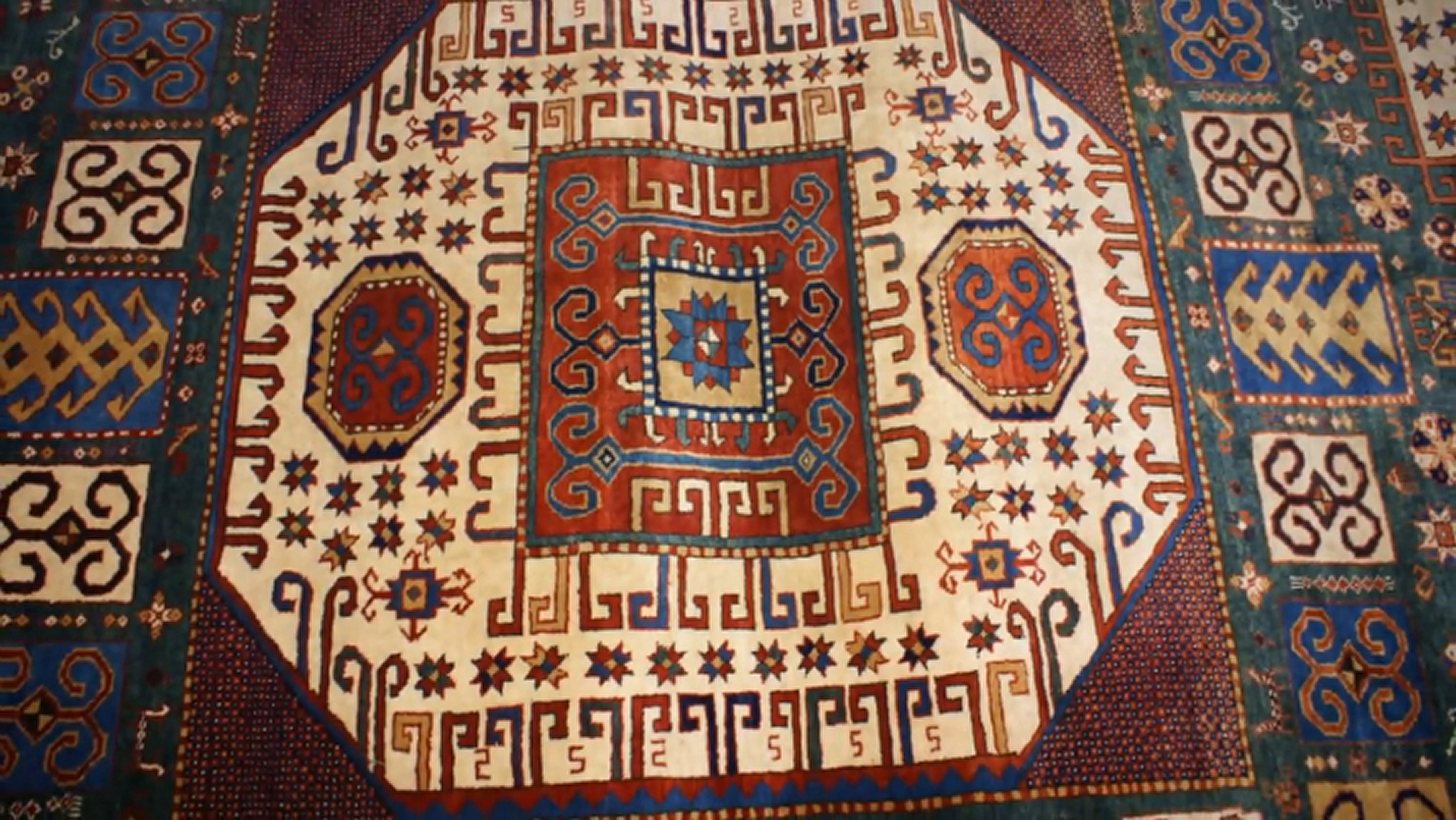
Традиционный ширванский ворсовый ковёр

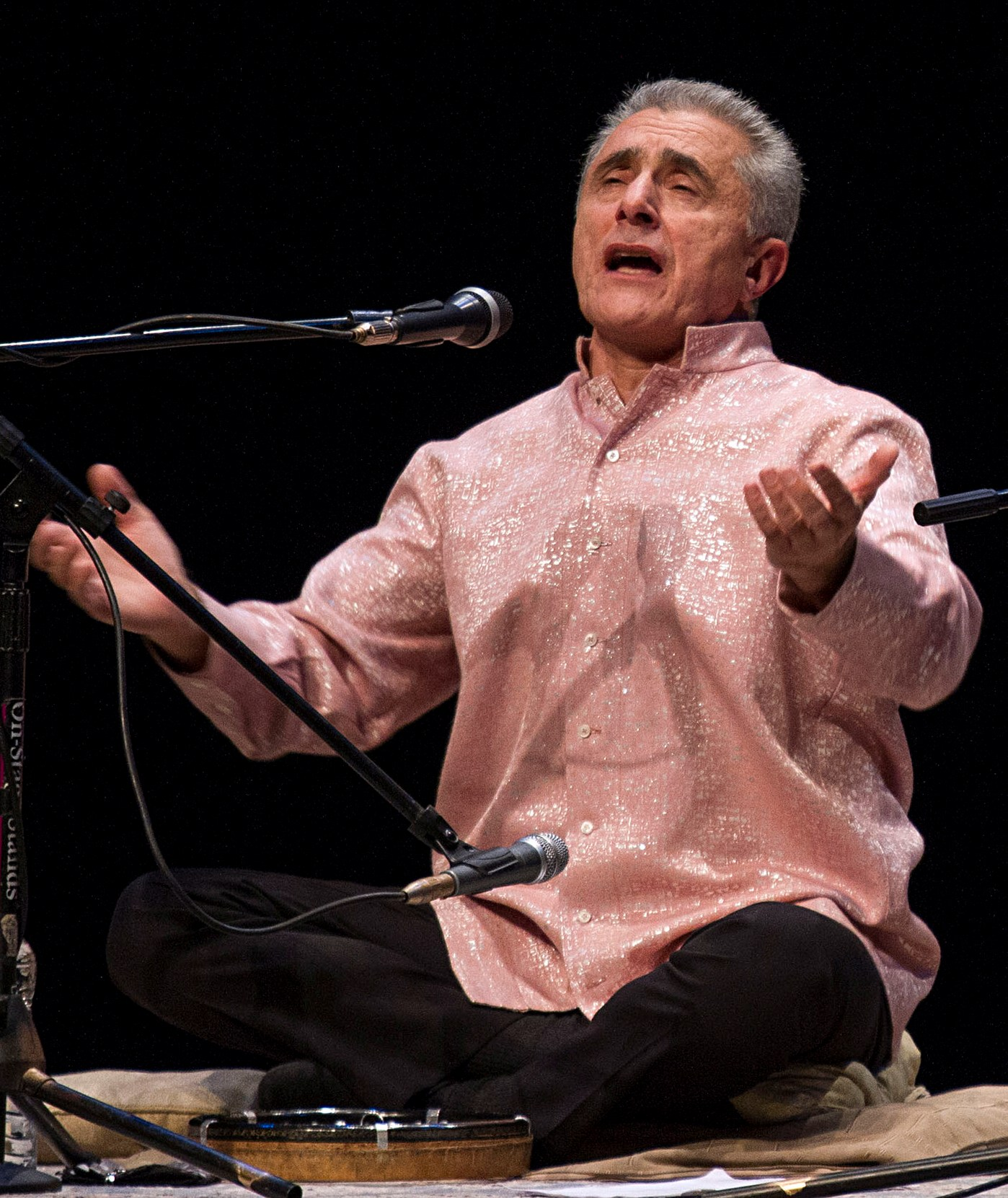
Алим Гасымов — один из исполнителей «Ширванской шикесте»

«Ширванская шикесте» — один из основных азербайджанских зерби-мугамов. Существует в инструментальном и вокально-инструментальном исполнении. 
Известна ширванская ашыгская (ашугская) школа включающая такие регионы Ширвана как (Агсу, Шемаха, Исмаиллы, Кюрдамир, Уджар, Сальяны, Нефтчала, Билясувар, Гёйчай, Агдаш, Губа и другие районы). Среди видных представителей — ашуг Мирза Билал, ставший жертвой политических репрессий в 1937 году и также ашыг Халтанлы Таги, писавший стихи на татском и азербайджанском языках. В Ширване на свадьбах присутствие ашыгов являлось обязательным. В их репертуаре состоит ашугское произведение — «Ширвани».
Ширванская школа ковроткачества является одной из азербайджанских школ ковроткачества. Широко известны местные ковры, «Мараза», «Гобустан», «Ширван», «Чуханлы», «Биджо», «Аджигабул». Спецификой Ширванской зоны было изготовление безворсовых ковров — «зили». На картине художника Ханса Мемлинга «Мария с младенцем» присутствует изображение ширванского ковра.
В прошлом в Ширване праздновался «Гюль-чичек байрамы» (Праздник роз) именуемый по местному «хефтесейри» (недельное гуляние). Праздник сопровождаемый забавами и увеселениями начинался в день празднования Новруза и отмечался на природе по пятницам на протяжении 30-40 дней.
Легкобытов, говоря об Ширване, отмечал: «Гостеприимство у татар (азербайджанцев) священно: всякий почитает за долг принять гостей, по возможности, лучше».

Территория Ширвана в различные периоды
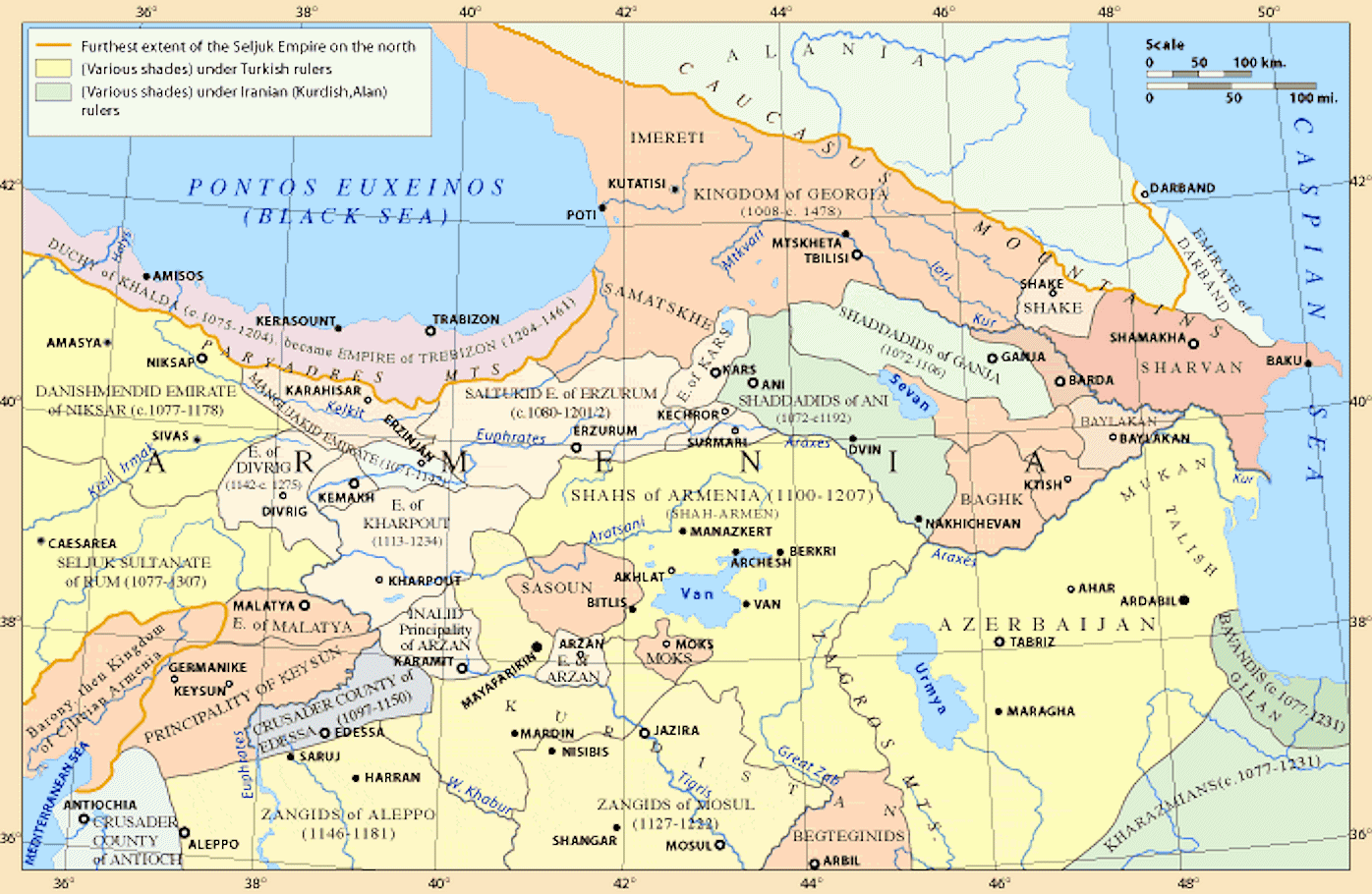
На карте Закавказья в XI—XII вв.
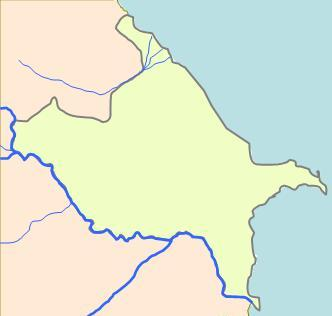
Территория Ширвана в XVI — первой половине XVII века
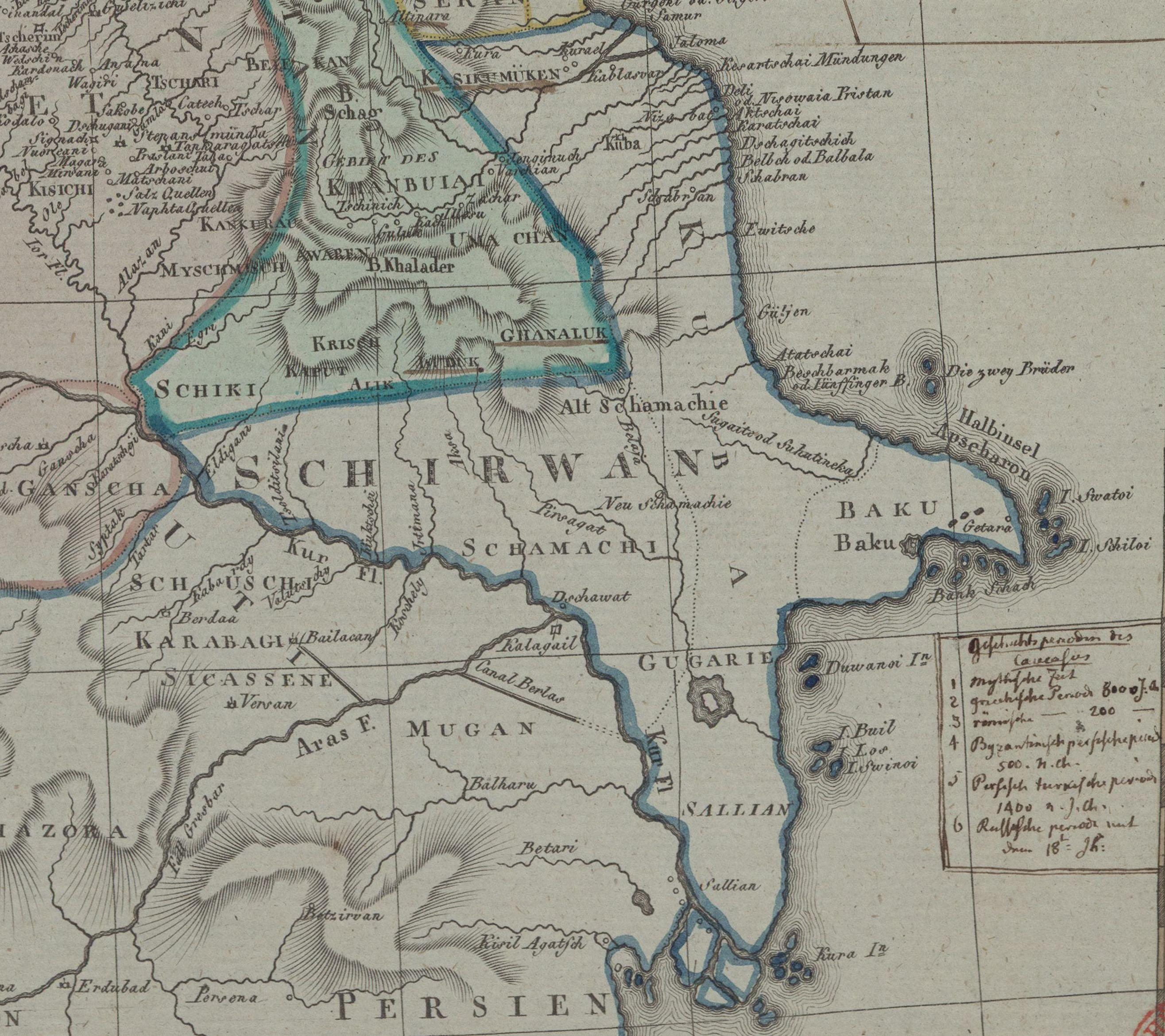
Ширван на карте 1804 года